# Polonia
| Argentinien | 300.000     |
| Australien | 200.000     |
| Belarus | 300.000     |
| Belgien | 100.000     |
| Brasilien | 1.000.000   |
| Bulgarien | 2.500       |
| Chile | 5.000       |
| Dänemark | 50.000      |
| Deutschland, siehe Polen in Deutschland | 3.000.000   |
| Estland | 3.000       |
| Finnland | 8.000       |
| Frankreich | 1.000.000   |
| Georgien | 2.000       |
| Griechenland | 8.000       |
| Vereinigtes Königreich | 1.000.000   |
| Niederlande | 200.000     |
| Italien | 100.000     |
| Irland | 100.000     |
| Island, siehe Polen in Island | 20.000      |
| Israel | 3.000       |
| Japan | 2.000       |
| ehem. Jugoslawien f | 4.500       |
| Kanada | 1.000.000   |
| Kasachstan | 50.000      |
| Kolumbien | 5.000       |
| Lettland | 50.000      |
| Litauen | 200.000     |
| Luxemburg | 5.000       |
| Norwegen | 100.000     |
| Mexiko | 8.000       |
| Moldau | 5.000       |
| Neuseeland | 5.000       |
| Österreich | 100.000     |
| Paraguay | 5.000       |
| Peru | 5.000       |
| Portugal | 3.000       |
| Rumänien | 5.000       |
| Russland | 100.000     |
| Schweden | 100.000     |
| Schweiz | 50.000      |
| Slowakei | 8.000       |
| Spanien | 100.000     |
| Südafrika | 25.000      |
| Tschechien | 100.000 j   |
| Turkmenistan | 2.000       |
| Tadschikistan | 2.000       |
| Ukraine | 300.000     |
| Ungarn | 8.000       |
| Uruguay | 5.000       |
| Vereinigte Staaten | 9.770.544 l |
| Usbekistan | 3.000       |
| Venezuela | 3.000       |
| Vereinigte Arabische Emirate | 5.000       |
| Auf Zypern, in China, in Costa Rica und in der Türkei wohnen je ca. 1.000 Polen. Projekt von Monica Puerta de Pieslak bei Facebook in Zusammenarbeit mit der Regierungsorganisation „Wspolnota Polska“. Es werden nur Gemeinden ab 2.000 Polen hier aufgelistet.a v. a. in Buenos Aires. b Zensus 2011: Personen mit polnischem Migrationshintergrund. Die Zahl der Personen mit ausschließlich polnischer Staatsbürgerschaft liegt bei 740.962 (2015), zudem leben etwa 690.000 (2011) Personen mit deutscher und polnischer Staatsangehörigkeit in Deutschland. c 2.193 laut Volkszählung 2000 d Schätzwert 2006 aus www.PolskiDublin.com e 1.307 laut Volkszählung 2015 f Slowenien, Kroatien, Bosnien und Herzegowina, Montenegro, Mazedonien g 817.085 laut Volkszählung 2001 h 234.989 laut Volkszählung 2001 i laut Volkszählung 2002 j 51.968 laut Volkszählung 2001 k 144.100 laut Volkszählung 2001 l laut 2005 American Community Survey m 396.000 laut Volkszählung 1999 |             |

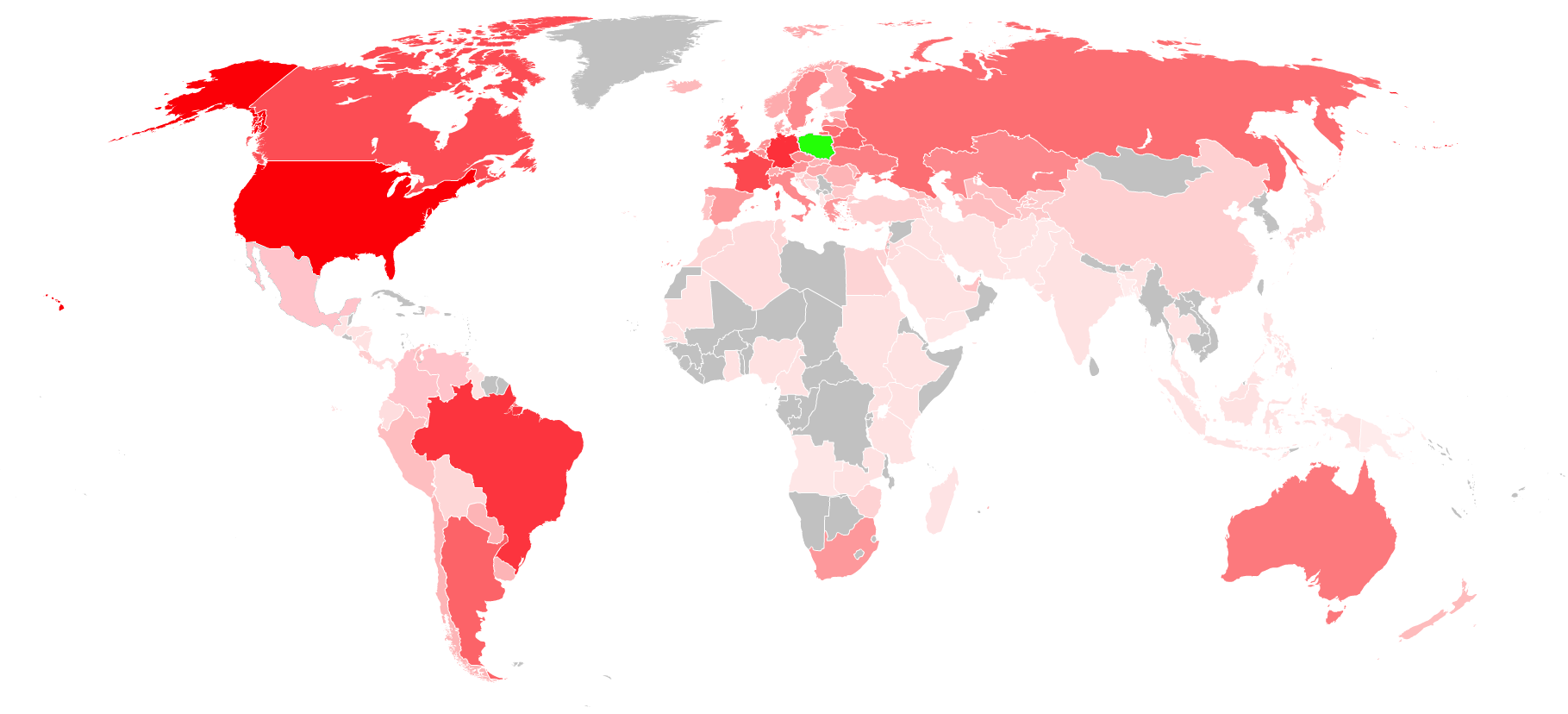
Polen im Ausland

Polonia ist die lateinische Bezeichnung für den Staat Polen und wird in der polnischen Sprache für die polnische Diaspora benutzt, die etwa 18–20 Mio. Menschen in der gesamten Welt umfasst.
Definitionsgemäß gehört zur Polonia jede außerhalb Polens lebende Person, die:
- die polnische Staatsbürgerschaft besitzt (auch wenn diese Person nicht im Besitz eines gültigen Reisepasses oder Personalausweises ist) oder
- die polnische und daneben noch eine weitere Staatsbürgerschaft besitzt oder
- die polnische Staatsbürgerschaft nicht besitzt, jedoch polnischer Herkunft ist (wodurch die polnische Staatsbürgerschaft festgestellt werden kann).

Das wichtigste Kriterium ist die eigene Herkunft oder die Herkunft der Vorfahren. Die betreffende Person muss hierbei nicht in Polen geboren worden sein.
In einigen Quellen werden die Polen in den ehemaligen polnischen Ostgebieten nicht zur Polonia gezählt, da diese nicht aus Polen ausgewandert sind, sondern sich auf Grund von Grenzverschiebungen nach dem Zweiten Weltkrieg außerhalb des polnischen Staates wiederfanden.

## Hintergrund
Für die Existenz einer polnischen Volksgruppe außerhalb Polens gibt es unterschiedliche Gründe und Ursachen:
- Erzwungene Emigration oder Verbannung – betraf vor allem die Vorfahren von in Russland lebenden Polen, die nach verlorenen Aufständen oder anderen Zeichen der Illoyalität dem Zarenreich gegenüber nach Sibirien verbannt wurden. Dies fand seit den Teilungen Polens statt,
- Politische Emigration – begann Anfang des 19. Jahrhunderts und verlief wellenartig, wobei sie nach politischen Umwälzungen (Verlust der Unabhängigkeit, Aufstände, Systemwechsel, Kriege u. Ä.) immer stark zunahm,
- Wirtschaftliche Emigration – hing mit der industriellen Revolution zusammen, begann Mitte des 19. Jahrhunderts und dauert bis heute an, wobei die Zielländer sehr variieren,
- Deportation – fand nach dem deutsch-sowjetischen Überfall auf Polen 1939 statt, diese wurde von beiden Besatzern praktiziert. Einerseits wurden polnische Zwangsarbeiter von den Nationalsozialisten nach Deutschland deportiert, andererseits haben Sowjets die polnische Bevölkerung Ostpolens aus politischen oder nationalistischen Motiven gen Osten deportiert,
- Territoriale Verschiebung – erfolgte nach dem Zweiten Weltkrieg und hatte eine Verschiebung der Grenzen Polens gen Westen zur Folge. Hiervon war die polnische Bevölkerung des ehemaligen Ostpolen betroffen; so entstanden polnische Minderheiten in Litauen, Belarus[7] und der Ukraine.

## Auswanderungswellen
Die Emigration der Polen hatte mehrere Etappen:
- Anfang des 19. Jahrhunderts (hauptsächlich nach Frankreich, Großbritannien, Nordamerika und in die Schweiz),
- aus wirtschaftlichen Gründen ab der zweiten Hälfte des 19. Jahrhunderts bis 1939 (Arbeiter, hauptsächlich nach Frankreich, Belgien und Deutschland; Landwirte auch in die USA, nach Kanada, Brasilien und Argentinien),
- als Folge des Zweiten Weltkrieges als auch aus politischen Gründen nach Errichtung eines kommunistischen Regimes durch die Sowjetunion,
- aus wirtschaftlichen und politischen Gründen nach Repressalien gegen die oppositionelle Bewegung in den 1980er Jahren (ca. 270 Tsd. Personen),
- wegen besserer Perspektiven seit 1989 (hauptsächlich nach Deutschland, Österreich, Italien, Irland und Großbritannien, sowie in die USA und nach Kanada).

Die letztgenannte Etappe dauert bis heute an und hat sich seit der Erweiterung der Europäischen Union 2004 auf die Länder der Europäischen Union konzentriert. Als Beispiel ist hier Irland zu nennen, in welchem vor der Erweiterung kaum Ausländer lebten und welches mittlerweile einen Ausländeranteil von 4 % besitzt, wobei die Polen mit 120.000 Personen die mittlerweile größte Zuwanderergruppe in diesem Land darstellen.
Es gab – zu einem großen Teil aus politischen Flüchtlingen bestehende – polnische Kolonien in fast allen europäischen Hauptstädten sowie in Hamburg, Bremen, Düsseldorf, Köln, dem Ruhrgebiet (Ruhrpolen), Mannheim und Frankfurt am Main. Heutige Zentren sind außerdem Chicago, das östliche Ruhrgebiet sowie der Londoner Stadtteil Ealing.
Polen aus bestimmten Regionen Polens ließen sich häufig schwerpunktmäßig in bestimmten Städten Deutschlands nieder. So bildete Ahlen (Westfalen) beispielsweise einen Schwerpunkt für Polen aus dem Raum Posen (Poznań), Gelsenkirchen für Polen aus Masuren und Recklinghausen für Polen aus Schlesien. Diese Schwerpunkte haben teilweise bis heute Bestand. Um Gelsenkirchen herum bildeten sich so auch eigene Begriffe, wie Mottek für Hammer (poln. młotek).

## Aktuelle Lage
Seit dem Beitritt Polens zur Europäischen Union am 1. Mai 2004 haben bis heute (Ende 2006) ca. 1,12 Millionen (3 % der Bevölkerung) Polen ihr Land verlassen, um in der Europäischen Union Arbeit zu finden. Die meisten von ihnen sind laut einem Bericht des ECAS zwischen 25 und 30 Jahren alt. Die meisten Polen emigrierten nach Deutschland (534.990), Großbritannien (264.000), Irland (120.000), Frankreich (90.000), Italien (72.229) und in die Niederlande (20.000).
Dieser Abfluss an häufig gut ausgebildeten und qualifizierten Arbeitskräften hat mittlerweile zu einem Arbeitskräftemangel auf dem polnischen Markt geführt. Gleichzeitig zeigt der Bericht des ECAS, dass die polnischen Migranten einen nicht unerheblichen Beitrag zum Wirtschaftswachstum ihrer Gastgeberländer beigetragen haben.

## Polnisches Recht
Nach polnischem Recht sind diejenigen, die zur Polonia gehören, ethnische Polen. Eine (Wieder-)Erlangung der polnischen Staatsbürgerschaft ist für diese Personen somit vereinfacht. Der Nachweis polnischer Vorfahren reicht meist aus.
Anhand dieser Gesetzgebung hat z. B. der israelische Fußballspieler Ben Sahar die polnische Staatsbürgerschaft erhalten und somit das Recht erlangt, als EU-Bürger in Großbritannien arbeiten und Fußball spielen zu können.

## Medien für die Polonia
Es gibt vier Fernsehkanäle, die aus Polen für die Polonia Informationen, Nachrichten, Dokumentationen, Serien und Filme ausstrahlen. Es handelt sich hierbei um den öffentlich-rechtlichen Kanal TV Polonia und die privaten Sender TVN International, Polsat 2 International sowie TV Polska. In Chicago existiert mit Polvision der größte polnischsprachige Sender außerhalb Polens, gegründet von Walter Kotaba, der auch mehrere Radiosender in Illinois, New York und Connecticut gegründet hat. Weitere Fernsehsender, die von der Polonia für die Polonia produziert werden, sind u. a. TV Polonia.US (ebenfalls Chicago), die Sender TV Foka aus Calgary und Panorama 10 aus Toronto (beide Kanada) sowie der Musiksender TV4U aus New York.
Daneben gibt es zahlreiche Radiosendungen sowie -stationen in Ländern wie z. B. den Vereinigten Staaten, Kanada, Australien, Österreich, Deutschland, den Niederlanden, Irland, Frankreich, Italien, der Ukraine, Russland, Litauen und Belarus.

## Weltspiele der Auslandspolen
Im Jahr 1934 wurden in Warschau erstmals für emigrierte Polen die Weltspiele der Auslandspolen veranstaltet, die nach darauffolgender 40-jähriger Pause seit 1974 wieder regelmäßig stattfinden. Im jährlichen Wechsel werden die nach Sommer- und Winterspielen aufgeteilten Sportwettkampfveranstaltungen an verschiedenen Orten Polens ausgetragen. So nahmen an den XV. Sommerspielen 2011 in Breslau 1682 Sportler aus 23 Ländern in 27 Sportarten teil.

## Polonia in Deutschland
Zu den wichtigsten auf Bundesebene tätigen Vereinen zählen der Bund der Polen in Deutschland mit Sitz in Bochum, der als Dachverband der polnischen Organisationen 1922 in Berlin gegründet wurde und der Polnische Kongress in Deutschland mit Sitz in Aachen. Dieser wurde am 15. Februar 1992 aus 16 polnischen Vereinen zum Zwecke der Interessenvertretung der polnischen Vereine gegenüber den Behörden gegründet.
Eine besondere Rolle kommt der Polnischen Katholischen Mission zu, die unter anderem Unterricht in polnischer Sprache für Kinder mit polnischem Migrationshintergrund anbietet.

## Bekannte Auslandspolen
Bekannte Auslandspolen und aus Polen stammende Personen

### Wissenschaft
- Henryk Arctowski (1871–1958) – polnischer Wissenschaftler, Ozeanograf und Erforscher der Antarktis
- Joseph Babinski (1857–1932) – polnisch-französischer Neurologe
- Zbigniew Brzeziński (1928–2017) – polnisch-US-amerikanischer Politikwissenschaftler
- Nikodem Caro (1871–1935) – polnischer Chemiker
- Marie Curie (1867–1934) – polnisch-französische Chemikerin und Physikerin
- Adam Dziewoński (1936–2016) – polnischer Geophysiker und Seismologe
- Kasimir Fajans (1887–1975) – polnisch-US-amerikanischer Chemiker
- Leonid Hurwicz (1917–2008) – US-amerikanischer Wirtschaftswissenschaftler polnisch-jüdischer Herkunft
- Maciej Klimek (* 1954) – polnischer Mathematiker und Hochschullehrer in Schweden
- Tadeusz Reichstein (1897–1996) – Schweizer Chemiker und Botaniker polnisch-jüdischer Herkunft
- Józef Rotblat (1908–2005) – polnisch-britischer Physiker
- Andrew Victor Schally (1926–2024) – polnisch-US-amerikanischer Physiologe
- Paul Edmund de Strzelecki (1797–1873) – polnischer Forscher und Entdecker
- Alfred Tarski (1901 oder 1902–1983) – polnisch-US-amerikanischer Mathematiker und Logiker
- Adam Bruno Ulam (1922–2000) – polnisch-US-amerikanischer Politikwissenschaftler und Neuzeithistoriker
- Stanisław Marcin Ulam (1909–1984) – polnisch-US-amerikanischer Mathematiker

### Musik
- Pat Benatar (* 1953) – US-amerikanische Sängerin polnischer Herkunft
- Frédéric Chopin (1810–1849) – polnischer Komponist und Pianist
- Henrique de Curitiba (1934–2008) – brasilianischer Komponist polnischer Abstammung
- Ewa Farna (* 1993) – polnisch-tschechische Sängerin
- Mark Forster (* 1983) – deutscher Sänger polnischer Abstammung
- Thomas Godoj (* 1978) – deutscher DSDS-Gewinner polnischer Herkunft (Deutschland)
- Mateo Jaschik (* 1978) – deutsch-polnischer Sänger und Musikproduzent (Culcha Candela)
- Jan Kiepura (1902–1966) – polnischer Tenor
- Sylvia Kollek (* 1970) – polnische Marketingmanagerin (ehem. Jurorin bei DSDS)
- Matt Pokora (* 1985) – französischer Sänger polnischer Abstammung
- Arthur Rubinstein (1887–1982) – polnischer Pianist (Frankreich, Schweiz)
- Vitold Rek (* 1955) – polnischer Jazzkontrabassist und Kosmopolen-e.V.-Gründer (Deutschland)
- Alexandre Tansman (1897–1986) – polnisch-französischer Komponist
- DJ Tomekk (* 1975) – polnischer Hip-Hop-DJ und Musikproduzent (Deutschland)
- Henry Vars (1902–1977) – polnisch-US-amerikanischer Komponist
- Bobby Vinton (* 1935) – US-amerikanischer Sänger polnischer Abstammung

### Film
- Natalia Avelon (* 1980) – deutsche Schauspielerin polnischer Herkunft
- Jane Frances Kaczmarek (* 1955) – polnisch-US-amerikanische Schauspielerin
- Bogumil Dawison (1818–1872) – polnisch-deutscher Schauspieler
- Dagmara Domińczyk (* 1976) – polnisch-US-amerikanische Schauspielerin
- Marika Domińczyk (* 1980) – polnisch-US-amerikanische Schauspielerin
- Piotr Dwojak (* 1982) – deutscher Schauspieler polnischer Herkunft
- Aleksander Ford (1908–1980) – polnischer Filmregisseur (USA)
- Samuel Goldwyn (1879–1974) – amerikanischer Filmproduzent polnisch-jüdischer Herkunft
- Helena Modrzejewska (1840–1909) – polnische Schauspielerin (USA)
- Pola Negri (1897–1987) – polnisch-US-amerikanische Schauspielerin
- Joanna Pacuła (* 1957) – polnische Schauspielerin (USA)
- Roman Polański (* 1933) – polnisch-französischer Filmregisseur
- Stefanie Powers (* 1942) – US-amerikanische Schauspielerin polnischer Abstammung
- Yvonne Strahovski (* 1982) – australische Schauspielerin polnischer Abstammung
- Gore Verbinski (* 1964) – US-amerikanischer Filmregisseur polnischer Abstammung
- Lilly (* 1967) und Lana (* 1965) Wachowski – US-amerikanische Filmregisseure polnischer Abstammung
- Mia Wasikowska (* 1989) – australische Schauspielerin polnischer Abstammung

### Politik
- Władysław Anders (1892–1970) – polnischer General und Exilpolitiker in Großbritannien
- Menachem Begin (1913–1992) – israelischer Politiker polnischer Herkunft
- Agnieszka Brugger (* 1985) – deutsche Politikerin
- Zbigniew Brzeziński (1928–2017) – polnisch-amerikanischer Politikwissenschaftler
- Władysław Czartoryski (1828–1894) – polnischer Adliger und politischer Aktivist
- Józef Haller (1873–1960) – polnischer General und Exilpolitiker in Frankreich und Großbritannien
- Ryszard Kaczorowski (1919–2010) – Staatspräsident Polens im Exil
- Tadeusz Komorowski (1895–1966) – Ministerpräsident von Polen im Exil
- Rosa Luxemburg (1871–1919) – deutsche und polnische Politikerin
- Stanisław Mikołajczyk (1901–1966) – Ministerpräsident von Polen im Exil
- Edmund S. Muskie (1914–1996) – US-amerikanischer Politiker polnischer Abstammung
- Juliusz Nowina-Sokolnicki (1925–2009) – Politiker der polnischen Exilregierung
- Stanisław Ostrowski (1892–1982) – Staatspräsident Polens im Exil
- Władysław Raczkiewicz (1885–1947) – Staatspräsident Polens im Exil
- Władysław Sikorski (1881–1943) – Ministerpräsident der Polnischen Exilregierung
- Paul Ziemiak (* 1985) – deutscher Politiker polnischer Herkunft

### Sport

#### Fußball
- Robert Acquafresca (* 1987) – italienischer Fußballspieler polnischer Abstammung
- Guillaume Bieganski (1932–2016) – französischer Fußballspieler polnischer Abstammung
- Thiago Rangel Cionek (* 1986) – polnischer Fußballnationalspieler brasilianisch-polnischer Herkunft
- Thadée Cisowski (1927–2005) – französischer Fußballspieler polnischer Herkunft
- Filipe Luís (* 1985) – brasilianischer Fußballspieler polnischer Abstammung
- Léon Glovacki (1928–2009) – französischer Fußballspieler polnischer Abstammung
- Phil Jagielka (* 1982) – englischer Fußballspieler polnischer Abstammung
- Andy Johnson (* 1981) – englischer Fußballspieler polnischer Abstammung
- Raymond Kopa (1931–2017) – französischer Fußballspieler polnischer Abstammung
- Laurent Koscielny (* 1985) – französischer Fußballspieler polnischer Abstammung
- Maor Melikson (* 1984) – israelischer Fußballspieler polnischer Abstammung
- Ludovic Obraniak (* 1984) – polnischer Fußballnationalspieler
- Damien Perquis (* 1984) – polnischer Fußballnationalspieler
- Tomasz Radziński (* 1973) – kanadischer Fußballspieler polnischer Herkunft
- César Ruminski (1924–2009) – französischer Fußballspieler polnischer Abstammung
- Ben Sahar (* 1989) – israelisch-polnischer Fußballspieler
- Peter Schmeichel (* 1963) – dänischer Fußballspieler polnischer Abstammung
- Kasper Schmeichel (* 1986) – dänischer Fußballspieler polnischer Abstammung (Sohn von Peter Schmeichel)
- Daniel Sikorski (* 1987) – polnisch-österreichischer Fußballspieler
- Danny Szetela (* 1987) – US-amerikanischer Fußballspieler polnischer Abstammung
- Gil Vermouth (* 1985) – israelischer Fußballspieler polnischer Abstammung
- Michael Wojtanowicz (* 1985) – österreichischer Fußballspieler polnischer Abstammung
- Patrik Wozniacki (* 1986) – dänischer Fußballspieler polnischer Abstammung (Bruder von Caroline Wozniacki)

##### Fußball (Deutschland)
- Michael Bemben (* 1976)
- David Blacha (* 1990)
- Adam Bodzek (* 1985)
- Sebastian Boenisch (* 1987), polnischer Fußballnationalspieler
- Bartosz Broniszewski (* 1988)
- Markus Brzenska (* 1984)
- Thomas Cichon (* 1976)
- Christoph Dabrowski (* 1978)
- Michael Delura (* 1985)
- Daniel Dziwniel (* 1992)
- Paul Freier (* 1979), deutscher Fußballnationalspieler
- Darius Kampa (* 1977)
- Sonny Kittel (* 1993)
- Miroslav Klose (* 1978), deutscher Fußballnationalspieler
- Christian Kulik (* 1952)
- Michael Kutzop (* 1955)
- Adam Matuschyk (* 1989), polnischer Fußballnationalspieler
- Martin Max (* 1968), deutscher Fußballnationalspieler
- Jamal Musiala (* 2003), deutscher Fußballnationalspieler
- Bastian Oczipka (* 1989)
- Matthias Ostrzolek (* 1990)
- Peter Peschel (* 1972)
- Lukas Podolski (* 1985), deutscher Fußballnationalspieler
- Eugen Polanski (* 1986), polnischer Fußballnationalspieler
- Wojciech Pollok (* 1982)
- Kacper Przybyłko (* 1993)
- Raphael Schäfer (* 1979)
- Sebastian Schindzielorz (* 1979)
- Lukas Sinkiewicz (* 1985), deutscher Fußballnationalspieler
- Thomas Sobotzik (* 1974)
- Łukasz Szukała (* 1984), polnischer Fußballnationalspieler
- Paul Thomik (* 1985)
- Piotr Trochowski (* 1984), deutscher Fußballnationalspieler
- Sebastian Tyrała (* 1988), polnischer Fußballnationalspieler
- Ernst Willimowski (1916–1997), polnischer und deutscher Fußballnationalspieler
- Marcel Witeczek (* 1968)
- Mathias Wittek (* 1989)
- Dariusz Wosz (* 1969), deutscher Fußballnationalspieler
- Robert Wulnikowski (* 1977)
- Thomas Zdebel (* 1973), polnischer Fußballnationalspieler

#### Andere Sportarten
- Ole Anderson (1942–2024) – US-amerikanischer Profi-Wrestler polnischer Abstammung
- Magdalena Brzeska (* 1978) – deutsche Turnerin polnischer Herkunft
- Bobby Czyz (* 1962) – US-amerikanischer Boxer polnischer Abstammung
- Anni Friesinger-Postma (* 1977) – deutsche Eisschnellläuferin polnischer Abstammung
- Wayne Gretzky (* 1961) – kanadischer Eishockeyspieler polnischer Abstammung
- Adrian Grygiel (* 1983) – deutscher Eishockeyspieler polnischer Herkunft
- Tom Gola (1933–2014) – US-amerikanischer Basketballspieler polnischer Abstammung
- Sebastian Janikowski (* 1978) – polnischer American-Football-Spieler
- Ryan Kankowski (* 1985) – südafrikanischer Rugbyspieler polnischer Abstammung
- Angelique Kerber (* 1988) – deutsch-polnische Tennisspielerin
- Mike Komisarek (* 1982) – US-amerikanischer Eishockeyspieler polnischer Abstammung
- Janina Korowicka (* 1954) – polnische Eisschnellläuferin (Deutschland)
- Margareta Kozuch (* 1986) – deutsche Volleyballspielerin polnischer Abstammung
- Mike Krzyzewski (* 1947) – US-amerikanischer Basketballtrainer polnischer Abstammung
- Christian Laettner (* 1969) – US-amerikanischer Basketballspieler polnischer Abstammung
- Tara Lipinski (* 1982) – US-amerikanische Eisläuferin polnischer Abstammung
- Sabine Lisicki (* 1989) – deutsche Tennisspielerin polnischer Herkunft
- Dan Marino (* 1961) – US-amerikanischer Footballspieler polnischer Abstammung
- Frédéric Michalak (* 1982) – französischer Rugbyspieler polnischer Abstammung
- Dariusz Michalczewski (* 1968) – deutsch-polnischer Boxer
- Mike Munchak (* 1960) – US-amerikanischer American-Football-Spieler polnischer Abstammung
- Miguel Najdorf (1910–1997) – polnischer Schachgroßmeister, der Polen und Argentinien repräsentierte
- Andrzej Niemczyk (1944–2016) – ehemaliger polnischer Volleyball-Trainer
- Natascha Niemczyk (* 1990) – deutsche Volleyballspielerin polnischer Abstammung
- Eddie Olczyk (* 1966) – US-amerikanischer Eishockeyspieler polnischer Abstammung
- Aleksander Polaczek (* 1980) – deutscher Eishockeyspieler polnischer Abstammung
- Brian Rafalski (* 1973) – US-amerikanischer Eishockeyspieler polnischer Abstammung
- Dimitri Szarzewski (* 1983) – französischer Rugbyspieler polnischer Abstammung
- Savielly Tartakower (1887–1956) – polnischer Schachspieler, der Polen und Frankreich repräsentierte
- Kelly Tripucka (* 1959) – US-amerikanischer Basketballspieler polnischer Abstammung
- Greg Valentine (* 1951) – US-amerikanischer Profi-Wrestler polnischer Abstammung
- Rob Van Dam (* 1970) – US-amerikanischer Profi-Wrestler polnischer Abstammung
- Carl Yastrzemski (* 1939) – US-amerikanischer Baseballspieler
- Ewa Wiśnierska-Cieślewicz (* 1971) – polnisch-deutsche Gleitschirmpilotin
- Alex Wojciechowicz (1915–1992) – US-amerikanischer American-Football-Spieler polnischer Abstammung
- Caroline Wozniacki (* 1990) – dänische Tennisspielerin polnischer Abstammung

### Andere
- Karola Bloch (1905–1994) – polnisch-deutsche Architektin und Publizistin
- Peter Bond (* 1952) – deutscher Schauspieler und Moderator polnischer Herkunft
- Jan Böhmermann (* 1981) – deutscher Entertainer und Moderator polnischer Abstammung
- Moshe Czerniak (1910–1984) – israelischer Schachmeister polnischer Herkunft
- Michel Friedman (* 1956) – deutsch-französischer Jurist, Moderator und Philosoph polnischer Abstammung
- Klaas Heufer-Umlauf (* 1983) – deutscher Entertainer und Moderator polnischer Abstammung
- Ludwig Klimek (1912–1992) – polnischer Künstler und französischer Maler
- Ottilie Klimek (1877–1936) – US-amerikanische Serienmörderin in Chicago
- Tadeusz Kościuszko (1746–1817) – polnischer General und Nationalheld
- Joanna Krupa (* 1979) – polnisch-amerikanisches Model
- Daniel Libeskind (* 1946) – US-amerikanischer Architekt polnischer Herkunft
- Teresa Orlowski (* 1953) – deutsche Pornodarstellerin polnischer Herkunft
- Kazimierz Pułaski (1745–1779) – polnischer Adeliger und General im Amerikanischen Unabhängigkeitskrieg
- Marcel Reif (* 1949) – deutscher Sportkommentator polnisch-jüdischer Herkunft
- Helena Rubinstein (1872–1965) – US-amerikanische Kosmetikunternehmerin und Mäzenin polnisch-jüdischer Herkunft
- Martha Stewart (* 1941) – US-amerikanische Fernsehpersönlichkeit, Herausgeberin und Unternehmerin polnischer Abstammung
- Jan de Weryha-Wysoczański (* 1950) – polnischer Bildhauer
- Magda Wierzycka – Unternehmerin, reichste Frau Südafrikas (engl. Wikipedia)